# مدرسة طب ليستر
مدرسة طب ليستر (بالإنجليزية: Leicester Medical School)‏ هي إحدى المدارس لتعليم الطب في المملكة المتحدة. مركز هذه المدرسة الطبية هو جامعة ليستر. تم تأسيس هذه المدرسة رسمياً في عام 1975.